# بنك قرز الحسنة مهر إيران

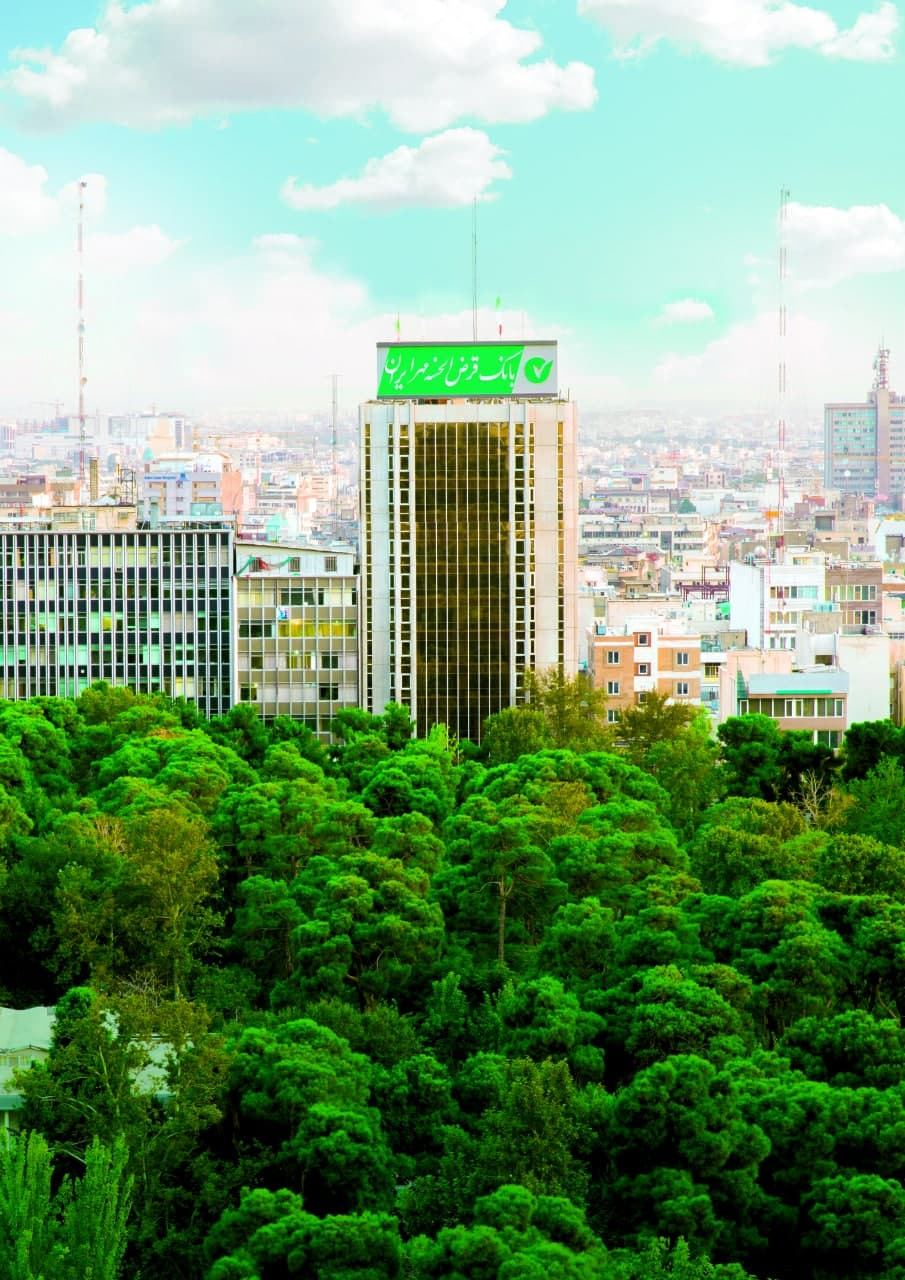
المقر الرئيسي لبنك قرض الحسنة مهر إيران في طهران

بنك قرض الحسنة مهر إيران أو إختصاراً ببنك مهر إيران (بالفارسية: بانک قرض‌الحسنه مهر ایران) ، المعروف أيضًا باسم (QMB) ، هو شركة خدمات مالية ومصرفية إيرانية تقدم خدمات البيع بالتجزئة وإدارة الاستثمار ومرافق غرض الحسناء (قروض حسنة طبقاً للشريعة الإسلامية). تم افتتاح بنك قرالحسنة مهر الإيراني، برأس مال أولي قدره 15.000 مليار ريال وبمشاركة البنوك المتخصصة المملوكة للحكومة الإيرانية، من قبل الرئيس الإيراني آنذاك محمود أحمدي نجاد في عام 2007. ويقع الفرع المركزي لهذا البنك في طهران .

## مساهمي البنك
يشمل المساهمون في بنك مهر إيران بنك ملي إيران ، وبنك ملت ، وبنك صادرات إيران ، وبنك سبه ، وبنك تجارت ، وبنك مسكن ، وبنك كيشاورزي إيران ، وبنك الرفاه ، وبنك الصناعة وبنك تنمية المناجم والصادرات الإيراني .
- بنك ملي إيران 21.5%
- بنك ملت 15.5%
- بنك صادرات إيران 14.3%
- بنك سبه 11.3%
- بنك التجارة الايراني 11.7%
- بنك مسكن 9.8%
- بنك كيشاورزي إيران 9.8%
- بنك الرفاه 3.5%
- بنك الصناعة والتعدين 2.04%
- بنك تنمية الصادرات الإيراني 0.96%[بحاجة لمصدر]

## القضايا الدولية
تم افتتاح بنك مهر الإيراني كأول بنك قرز الحسنة في البلاد في 13 ديسمبر 2007 وفي 27 سبتمبر 2008 حصل على الترخيص الرسمي من البنك المركزي الإيراني.
- تم اختياره كثالث أفضل بنك في العالم الإسلامي لعام 2018 [5]
- منح جائزة النخبة الاقتصادية في العالم الإسلامي لسيد سعيد شمسي نجاد (الرئيس التنفيذي لبنك غرز الحسناء مهر الإيراني) [6]